# Fouilloy (Oise)
Fouilloy – miejscowość i gmina we Francji, w regionie Hauts-de-France, w departamencie Oise.
Według danych na rok 1990 gminę zamieszkiwało 177 osób, a gęstość zaludnienia wynosiła 38 osób/km² (wśród 2293 gmin Pikardii Fouilloy plasuje się na 820. miejscu pod względem liczby ludności, natomiast pod względem powierzchni na miejscu 908.).